# Stob Bàn (berg i Storbritannien, lat 56,81, long -4,84)
Stob Bàn är ett berg i Storbritannien.   Det ligger i kommunen Highland och riksdelen Skottland, i den nordvästra delen av landet, 700 km nordväst om huvudstaden London. Toppen på Stob Bàn är 977 meter över havet, eller 176 meter över den omgivande terrängen. Bredden vid basen är 1,4 km.
Terrängen runt Stob Bàn är huvudsakligen kuperad.Runt Stob Bàn är det mycket glesbefolkat, med 3 invånare per kvadratkilometer. Närmaste större samhälle är Fort William, 16,5 km väster om Stob Bàn. Trakten runt Stob Bàn består i huvudsak av gräsmarker.